# Клиентология
Клиентоло́гия (от англ. client — клиент, от др.-греч. λόγος — слово, мысль, смысл, понятие, число), или клие́нтинг (от англ. client — клиент), — это подход, подразумевающий многофункциональную деятельность по выполнению базовых процессов, нацеленную на получение прибыли от совокупности клиентов, обслуживаемых компанией. Большая часть современных маркетологов считает клиентологию новым течением маркетинга. Особенностью такого подхода является четкая направленность на получение прибыли благодаря полной проработке имеющихся клиентов, привлечению новых и пониманию того, что нужно клиентам.

## Определение клиентологии
В связи с тем, что данное направление — относительное новое, специалисты несколько расходятся в своих определениях.
«Я убежден, что если бы в свое время английское слово "marketing" перевели на русский как "клиентинг", мы были бы избавлены от многих проблем, с которыми сталкиваемся сейчас. Клиентинг — это Клиент. Приобретение, удержание, возвращение клиента. Весь маркетинг, весь бизнес должен строиться вокруг этого, а не вокруг некоего абстрактного рынка (market)», — Игорь Манн Архивная копия от 14 апреля 2019 на Wayback Machine.
«Клиентолог, в моем понимании, это некий синтез хорошего маркетолога и „продажника“. Он продумывает ту стратегию продвижения и тот продукт, который действительно будет продаваться клиентам», — Алишер Аусат.
«Клиентинг — реализация стратегии, ориентированной на эффективное удовлетворение ценностей своих клиентов. Клиентинг должен быть составляющим элементом брендинга», — Алексей Шевчук Архивная копия от 14 апреля 2019 на Wayback Machine.
«Клиентоориентированная философия, или клиентинг. Предложение начинает превышать спрос, и акцент смещается в сторону потребителей. На этом этапе, чтобы обеспечить рост прибыли, компании необходима качественная работа с клиентом, основанная на изучении его потребностей и своевременном их удовлетворении. Такая философия отличается принципиально новым подходом к работе с клиентом и, соответственно, к организации бизнеса. Продавать не то, что имеем, а только то, что пользуется спросом у клиента» — Юлиана Кареева Архивная копия от 14 апреля 2019 на Wayback Machine.

## История
Впервые термин клиентинг появился в 1980-е годы. Его ввел один из ведущих немецких бизнес-тренеров Эдгар К. Геффрой Архивная копия от 29 июня 2019 на Wayback Machine. Так он назвал собственную концепцию современного маркетинга. В русский язык понятие пришло благодаря Яну Вирлову, который ввел термин, используя транскрипцию.
Один из первых специалистов, которые начали рассказывать об этом направлении, стал профессор Высшей школы бизнеса Университета Наварры (IESE Business School) Луис Хуэте (Luis Huete), который в 2003 году совместно с профессором Международного института Сан-Тельмо Андресом Пересом (Andres Perez) выпустил книгу «Clienting».

Авторы дают следующее определение:
«Клиентинг — это методология увеличения эффективности использования экономических ресурсов компании в целях повышения лояльности клиентов». 
Авторская методология клиентинга состоит из пяти последовательных этапов:
- создание системы клиентской аналитики;
- разработка стратегической бизнес-модели;
- внедрение комплекса услуг (service mix);
- реализация стратегии;
- оценка достижения результатов через систему ключевых индикаторов деятельности (KPI).

Цель этой методологии — превратить лояльность клиентов в прибыль через акцентирование внимания на клиентской базе.
В 2010 году вышла книга Филипа Грейвса «Клиентология. Чего на самом деле хотят ваши покупатели». В тот же год книга вошла в десятку самых покупаемых книг на сайте Amazon. В ней отмечалось, что современные маркетинговые исследования сильно устарели. Автор считает, что совершение покупки является элементом бессознательного, а все исследования маркетологов воздействуют на сознательное. Филип Грейвс рекомендует изменить подход к восприятию клиента и предлагает определенные шаги к действию.

## Основные задачи, цели и функции клиентологии
Основной целью клиентологии является превращение управления совокупностью клиентов в основную компетенцию бизнеса. Основная цель клиентинга — превратить управление клиентским портфелем в ключевую компетенцию бизнеса.
Главные задачи клиентологии:
- привлечение и удержание покупателей;
- превращение их в клиентов (постоянных покупателей);
- рост клиентского портфеля без потери его прибыльности и управляемости"[6].

## Концепция клиентологии Эдгара Геффроя
Родоначальник термина считает, что данное течение базируется на трех основных принципах:
- превышение клиентских ожиданий;
- установление с клиентами личностного и эмоционального контакта и тесное сотрудничество с ними в сфере совместных интересов;
- разработка и внедрение программ стратегического развития в интересах клиентов.[6]